# Procol Harum (Album)
Procol Harum ist das Debütalbum der britischen Progressive-Rock-Band Procol Harum aus dem Jahr 1967. Im gleichen Jahr wurde es unter dem Titel A Whiter Shade of Pale wiederveröffentlicht.

## Entstehung und Veröffentlichung
Die Erstveröffentlichung von Procol Harum erfolgte am 26. September 1967 bei Deram Records in den Vereinigten Staaten (Katalognummer: DES-18008). Während es im Dezember desselben Jahres im Vereinigten Königreich bei Regal-Zonophone Records erschien (Katalognummer: RZ 1001), wurde es in Deutschland bei Polydor veröffentlicht (Katalognummer: 184115). Im Jahr seiner Veröffentlichung erschien das Album auch unter dem Alternativtitel A Whiter Shade of Pale (Katalognummer: Polydor 184 115), benannt nach der gleichnamigen Single. Das Album erschien in seiner Originalausführung als LP mit zehn Titeln, wobei der Inhalt sich in den einzelnen Ländern unterschied. Das Stück A Whiter Shade of Pale ist auf der ursprünglichen Version nicht enthalten. Für die deutsche Version ersetzte man Good Captain Clack durch Homburg. Auf der US-Version, auf der die Titel im Durchschnitt eine kürzere Laufzeit haben, ersetzte man ihn durch A Whiter Shade of Pale. Zudem fasste man die Titel Kaleidoscope und Salad Days (Are Here Again) zu einem zusammen. Am 18. Mai 1998 erschien es erstmals als CD-Ausführung bei Westside Music, diese beinhaltet zehn Bonustitel, zumeist „alternative Versionen“ der Originallieder (Katalognummer: WESM 527).
Mit einer Ausnahme wurden alle Lieder zusammen von den Procol-Harum-Mitgliedern Gary Brooker (Musik) und Keith Reid (Text) geschrieben. Das Lied A Whiter Shade of Pale schrieben sie zusammen mit dem Bandkollegen Matthew Fisher. Dieser wiederum ist alleiniger Urheber des Abschlusstitels Repent Walpurgis. Für den größten Teil der Produktion zeichnete Denny Cordell verantwortlich. Er produzierte alle Titel bis auf Conquistador, dessen Produktion stammt von Chris Thomas.

## Titelliste
Alle Lieder wurden von Gary Brooker und Keith Reid geschrieben, wenn nichts anderes angegeben
| 1. Conquistador – 2:42 2. She Wandered Through the Garden Fence – 3:29 3. Something Following Me – 3:40 4. Mabel – 1:55 5. Cerdes (Outside the Gates Of) – 5:07 6. A Christmas Camel – 4:54 7. Kaleidoscope – 2:57 8. Salad Days (Are Here Again) – 3:44 9. Good Captain Clack – 1:32 10. Repent Walpurgis – 5:05 (Fisher) | 1. A Whiter Shade of Pale – 4:04 (Brooker, Fisher, Reid) 2. She Wandered Through the Garden Fence – 3:18 3. Something Following Me – 3:37 4. Mabel – 1:50 5. Cerdes (Outside the Gates Of) – 5:04 6. A Christmas Camel – 4:48 7. Conquistador – 2:38 8. Kaleidoscope/Salad Days (Are Here Again) – 6:31 9. Repent Walpurgis – 5:05 (Fisher) | 1. Homburg – 3:55 (Gary Brooker und Matthew Fisher, Text: Keith Reid) 2. She Wandered Through the Garden Fence – 3:29 3. Something Following Me – 3:40 4. Mabel – 1:55 5. Cerdes (Outside the Gates Of) – 5:07 6. A Christmas Camel – 4:54 7. Kaleidoscope – 2:57 8. Salad Days (Are Here Again) – 3:44 9. Conquistador – 1:32 10. Repent Walpurgis – 5:05 (Fisher) |

Die CD-Version enthält Titel aus allen Albumversionen. Zudem enthält die deutsche Veröffentlichung von 1997 den Titel Lime Street Blues (Single-B-Seite von A Whiter Shade of Pale) sowie die bis dahin unveröffentlichten Stücke Monsieur Armand, das 1974 unter dem Titel Monsieur R. Monde neu aufgenommen auf dem Album Exotic Birds and Fruit erschien, und Seem to Have the Blues All the Time, beide aus dem Kompilationsalbum Rock Roots.

## Rezeption
Bruce Eder merkt bei AllMusic zum Debütalbum der Band an, dass „die Musik eine spannende Mischung aus psychedelischem Rock, Blues und klassischen Einflüssen“ sei. Sie sei „gefüllt mit phantasmagorischen Texten, kühner (aber nicht auffälliger) Orgel von Matthew Fisher und Robin Trowers geschmackvollster und zurückhaltendster Gitarre“. Die Lieder auf der Platte wie Good Captain Clack, Conquistador, Kaleidoscope, A Christmas Camel und Repent Walpurgis seien „großartig“.
Das britische Musikmagazin Classic Rock listete das Album im Juli 2010 als eines der 50 Musikalben, die den Progressive Rock geprägt haben.

## Kommerzieller Erfolg

### Chartplatzierungen
| ChartsChartplatzierungen       | Höchstplatzierung | Wochen |
| ------------------------------ | ----------------- | ------ |
| Deutschland (GfK)              | 30 (1 Wo.)        | 1      |
| Vereinigte Staaten (Billboard) | 47 (16 Wo.)       | 16     |
| Vereinigtes Königreich (OCC)   | 26 (4 Wo.)        | 4      |

### Auszeichnungen für Musikverkäufe
| Land/Region       | Auszeichnungen für Musikverkäufe (Land/Region, Auszeichnung, Verkäufe) | Verkäufe |
| ----------------- | ---------------------------------------------------------------------- | -------- |
| Frankreich (SNEP) | Gold                                                                   | 100.000  |
| Insgesamt         | 1× Gold ·                                                              | 100.000  |